# Barbie

Logo Barbie

Barbie – lalka produkowana przez przedsiębiorstwo Mattel, jedna z najlepiej sprzedających się zabawek i jednocześnie najbardziej znanych ikon kultury masowej. Barbie to najpopularniejsza lalka na świecie. 
Barbie została stworzona przez Ruth Handler w 1958 na podstawie przeznaczonej dla dorosłych niemieckiej lalki Lilli. Barbie zadebiutowała 9 marca 1959 na nowojorskich targach zabawek, po wykupieniu praw do Lilli przez założone przez Ruth i Elliotta Handlerów przedsiębiorstwo Mattel.
Nazwa Barbie jest zdrobnieniem od imienia córki Ruth Handler, Barbary, dla której Ruth kupiła egzemplarz Lilli podczas pobytu w Szwajcarii. Pełne nazwisko lalki to Barbara Millicent Roberts. Stanowi ono tylko część wymyślonej biografii, w której występują między innymi chłopak Barbie – Ken i jej przyjaciółki – Midge i Teresa. Barbie ma również trzy młodsze siostry o imionach Skipper, Stacie i Chelsea.

## Historia
Ruth Handler, obserwując swoją córkę Barbarę bawiącą się papierowymi lalkami, zauważyła, że często dawała im role dorosłych. W tamtych czasach większość lalek-zabawek dla dzieci przedstawiało niemowlęta. Zdając sobie sprawę, że może to być luką na rynku, Ruth zaproponowała ideę lalki o dojrzałej figurze swojemu mężowi Elliotowi, współzałożycielowi firmy zabawkarskiej Mattel. Jego reakcja na pomysł, podobnie jak dyrektorów firmy, była pozbawiona entuzjazmu.
Podczas podróży do Europy w 1956 roku ze swoimi dziećmi, Barbarą i Kenneth, Ruth Handler natknęła się na niemiecką lalkę o nazwaną Bild Lilli. Lilli o figurze dorosłej kobiety była dokładnym odzwierciedleniem wizji o lalce Handler, więc kupiła trzy sztuki. Jedną dała córce Barbarze, a resztę zabrała z powrotem do firmy Mattel. Lalka Lilli powstała w oparciu o popularną postać występującą w komiksach rysowanych przez Reinharda Beuthina dla gazety Die Bild-Zeitung. Lalka Lilli została po raz pierwszy sprzedana w Niemczech w 1955 roku, i mimo że sprzedawana była dorosłym, stała się popularna również wśród dzieci, którym podobało się przebieranie jej w różne stroje sprzedawane osobno. Po powrocie do Stanów Zjednoczonych, Handler przerobiła projekt lalki (z pomocą inżyniera Jacka Ryana), a lalka otrzymała nowe imię – Barbie, po córce Ruth – Barbarze. Lalka zadebiutowała na Amerykańskich międzynarodowych Targach Zabawek w Nowym Jorku w dniu 9 marca 1959 roku. Data ta jest również stosowana jako oficjalne urodziny Barbie. Mattel nabył prawa do Bild Lilli w 1964 roku i produkcja Lilli została zatrzymana. Pierwsza lalka Barbie, ubrana w strój kąpielowy w czarno-białe paski i uczesana w kucyk, była dostępna zarówno jako blondynka i brunetka. Lalka została wprowadzona do obrotu jako „nastoletnia modelka” wraz z jej ubraniami stworzonymi przez projektantkę mody Charlotte Johnson pracującą dla Mattel. Pierwsze lalki Barbie były produkowane w Japonii, a ich ubrania szyte ręcznie przez Japończyków pracujących w domach. Około 350 000 lalek Barbie zostało sprzedanych w pierwszym roku produkcji. Lalka dopiero w 2000 roku otrzymała pępek.

## Fikcyjna postać
Pełnym nazwiskiem Barbie jest Barbara Millicent Roberts. W serii powieści wydanej przez Random House w latach 60. XX wieku, podane zostały imiona jej rodziców i ich pochodzenie – George i Margaret Roberts z fikcyjnego miasteczka Willows w stanie Wisconsin.
W powieściach wydanych przez Random House, Barbie uczęszczała do liceum Willows High School, podczas gdy według książek Generation Girl wydanych przez Golden Books w 1999 roku uczęszczała do fikcyjnego liceum Manhattan International High School w Nowym Jorku (szkoły opartej na rzeczywistym Stuyvesant High School).
Barbie mieszka w Malibu, w stanie Kalifornia. Ma chłopaka Kena, który po raz pierwszy pojawił się w 1961 roku. Para zerwała ze sobą w walentynki 2004 roku, ale wrócili do siebie w walentynki 2011 roku. Po zerwaniu z Kenem, Barbie przez pewien czas chodziła z Blaine’em – surferem z Kalifornii. Barbie przyjaźni się też z siostrą Blaine'a, Raquelle.
Najlepszą przyjaciółką Barbie jest Teresa, która zastąpiła jej pierwszą najlepszą przyjaciółkę, Midge. Przyjaźni się ona także z Nikki, Summer i Raquelle, jej rywalką z czasów dzieciństwa, z którą jest w dobrych relacjach. W 2013 firma Mattel wznowiła produkcję Midge, która otrzymała „odświeżony” profil. Występuje ona też w filmach Barbie.
Barbie ma również dużą rodzinę, która zmieniała się z upływem lat. Rodzicami Barbie są George i Margaret. Dziewczyna ma z nimi bardzo dobre relacje. W filmie Barbie w świecie mody poznajemy jej ciotkę Millicent. Barbie ma też sześcioro młodszego rodzeństwa. Są to: Skipper, Todd, Tutti/Stacie, Chelsea, Kelly i Krissy, choć najczęściej Barbie pokazuje się ze Skipper, Stacie i Chelsea.
Barbie miała ponad 50 zwierzaków, w tym koty, psy, konie, pandę, lwiątko i zebrę. Jej zwierzakami przedstawionymi w serii Barbie: Life in the Dreamhouse są pies Taffy, kotka Blissa i klacz Tawny.
Posiadała szeroki wachlarz pojazdów, w tym różowe kabriolety, przyczepy i jeepy. Posiada także licencję pilota i, dodatkowo oprócz pracy jako stewardesa, obsługuje komercyjne linie lotnicze. Zawody Barbie mają na celu pokazanie, że kobiety mogą przyjmować różne role w życiu.

## Kontrowersje
Problemy i kontrowersje związane z lalką Barbie i jej rolą w życiu społeczeństwa zostały przedstawione w książce amerykańskiej socjolog Mary F. Rogers Barbie jako ikona kultury. Ze względu na nierealne proporcje ciała stała się tematem debat dotyczących percepcji kobiecego wyglądu i cielesności.  Falą krytyki została zalana przez amerykańskie feministki, które dopatrywały się w niej obiektu nadmiernej seksualizacji i skrajnej idealizacji kobiecego ciała. Utożsamianie kształtu ciała Barbie z idealnym wymiarem kobiecych proporcji zostało uznane za promowanie anoreksji. Specyficzny sposób życia lalki, prezentowany w produktach tej marki, przyczynił się również do promowania konsumpcjonizmu.
Na rynku pojawiła się budząca kontrowersje ciemnoskóra Barbie Oreo, która była efektem współpracy z producentem ciastek Oreo. Oskarżono ten projekt o ukryte promowanie rasizmu, gdyż nazwa „oreo” skierowana do człowieka jest uznawana w Stanach Zjednoczonych za obraźliwe określenie osób czarnoskórych. Podupadający wizerunek lalki Barbie nie został podreperowany również przez lalkę Barbie na wózku inwalidzkim, która pomimo sukcesu medialnego związanego z promowaniem tolerancji szybko została wycofana ze sprzedaży, gdyż okazało się, że ze względu na rozmiar wózka Barbie ta nie jest w stanie zmieścić się w drzwiach jakiegokolwiek domku dla lalek, wyprodukowanego przez tę firmę.

## Barbie Shero – promocja pozytywnego obrazu kobiety
Na przestrzeni lat pojawiały się lalki Barbie o charakterze edukacyjnym i takie, które miały promować tolerancję. Wyprodukowano lalki Barbie w hidżabie czy lalki w ciąży.
Pozytywne rozwiązania dotyczące stereotypizacji wyglądu, jak i społecznej roli Barbie pojawiły się w 2016, kiedy to na rynku pojawiły się Barbie przystające do prawdziwych proporcji kobiecego ciała i Barbie Plus Size.
W 2015 firma Mattel wprowadziła serię jednoegzemplarzowych lalek Barbie Shero (neologizm w języku angielskim: she + hero). W tej serii powstają lalki oparte na wizerunkach kobiet (np. artystek, sportsmenek, aktywistek), które zmieniły (np. Celia Cruz) lub zmieniają oblicze świata (np. Samantha Cristoforetti). Na osoby prototypowe dla tych lalek – wzory do naśladowania przez dziewczynki – wybierane są kobiety z różnych krajów, m.in.: w 2018 podróżniczka, dziennikarka Martyna Wojciechowska, w 2019 influencerka i kierowczyni Iwona Blecharczyk, w 2021 lekkoatletka Anita Włodarczyk.

## Rodzina lalki Barbie

### Rodzice
- George Roberts (ojciec)[20]
- Margaret Roberts (matka)

### Rodzeństwo
- Skipper Roberts (od 1964)
- Tutti Roberts (1965–1971)
- Stacie Roberts (od 1990)
- Todd Roberts (1965–1971, 1990) (brat bliźniak Tutti/Stacie)
- Kelly Roberts (1995–2010)
- Chelsea Roberts (od 2010)
- Krissy (1999–2001)

### Wujostwo
- Lillian Fairchild (ciocia)
- Claude Fairchild (wujek)
- Millicent Rawlins (ciocia)

### Kuzyni
- Francie Fairchild (1966–1976)
- Jazzie (1989–1996)
- P.J. (1969–1985)
- Kiran (od 1965)
- Kristin (od 2013)
- Max Roberts (od 2013)
- Marie Roberts (od 2013)

## Gry z Barbie
W tych produktach informatycznych Barbie jest główną postacią:
- Barbie Horse Adventures: Wild Horse Rescue (PlayStation 2, Xbox)
- Barbie Super Model (Sega Mega Drive, Super NES)
- Barbie: Vacation Adventure (Sega Mega Drive, Super NES)
- Barbie Salon Piękności
- Barbie Szkolna Tajemnica
- Barbie Secret Agent
- Barbie Princess Bridge
- Barbie Sleeping Beauty
- Barbie Explorer

## Filmy z Barbie
Pierwszy film z udziałem lalki, stworzony przez DIC Entertainment oraz Saban Capital Group w roku 1987, nosił nazwę Barbie and the Rockers: Out of this World i był to trwający 50 minut musical. Według fabuły Barbie była liderką popularnej grupy rockowej. Ona i jej przyjaciółki z zespołu wyruszyły w trasę koncertową, której finał odbył się w kosmosie! W tym samym roku zrealizowano kolejny film, stanowiący kontynuację poprzedniego. Jego tytuł to Barbie and the Sensations: Rockin’ Back to Earth. W roku 1992 stworzono animację Dance! Workout with Barbie. Po raz pierwszy wykorzystano elementy live-action. Stanowiąca nieoficjalny, trzeci film z serii produkcja zakończyła pierwszą generację filmów z udziałem lalki Barbie.
Od 2001 wytwórnia Mattel produkuje drugą generację filmów z Barbie. Zaczynając od Dziadka do Orzechów, regularnie wydaje kolejne, pełnometrażowe przygody lalki.
| Nr | Polski tytuł                                 | Angielski tytuł                                     | Rok wydania |
| -- | -------------------------------------------- | --------------------------------------------------- | ----------- |
| 01 | Barbie w Dziadku do orzechów                 | Barbie in the Nutcracker                            | 2001        |
| 02 | Barbie jako Roszpunka                        | Barbie as Rapunzel                                  | 2002        |
| 03 | Barbie z Jeziora Łabędziego                  | Barbie of Swan Lake                                 | 2003        |
| 04 | Barbie jako księżniczka i żebraczka          | Barbie as the Princess and the Pauper               | 2004        |
| 05 | Barbie: Wróżkolandia                         | Barbie: Fairytopia                                  | 2005        |
| 06 | Barbie i magia pegaza                        | Barbie and the Magic of Pegasus                     | 2005        |
| 07 | Barbie: Syrenkolandia                        | Barbie Fairytopia: Mermaidia                        | 2006        |
| 08 | Pamiętniki Barbie                            | The Barbie Diaries                                  | 2006        |
| 09 | Barbie i 12 tańczących księżniczek           | Barbie in the 12 Dancing Princesses                 | 2006        |
| 10 | Barbie i magia tęczy                         | Barbie Fairytopia: Magic of the Rainbow             | 2007        |
| 11 | Barbie jako księżniczka wyspy                | Barbie as the Island Princess                       | 2007        |
| 12 | Barbie Mariposa                              | Barbie Mariposa                                     | 2008        |
| 13 | Barbie i diamentowy pałac                    | Barbie and the Diamond Castle                       | 2008        |
| 14 | Barbie w Wigilijnej Opowieści                | Barbie in a Christmas Carol                         | 2008        |
| 15 | Barbie przedstawia Calineczkę                | Barbie Presents Thumbelina                          | 2009        |
| 16 | Barbie i trzy muszkieterki                   | Barbie and the Three Musketeers                     | 2009        |
| 17 | Barbie i podwodna tajemnica                  | Barbie in A Mermaid Tale                            | 2010        |
| 18 | Barbie w świecie mody                        | Barbie: A Fashion Fairytale                         | 2010        |
| 19 | Barbie i Sekret wróżek                       | Barbie: A Fairy Secret                              | 2011        |
| 20 | Barbie i Akademia Księżniczek                | Barbie: Princess Charm School                       | 2011        |
| 21 | Barbie: Idealne święta                       | Barbie: A Perfect Christmas                         | 2011        |
| 22 | Barbie i podwodna tajemnica 2                | Barbie in A Mermaid Tale 2                          | 2012        |
| 23 | Barbie: Księżniczka i piosenkarka            | Barbie: Princess and the Popstar                    | 2012        |
| 24 | Barbie i magiczne baletki                    | Barbie and the Pink Shoes                           | 2013        |
| 25 | Barbie: Mariposa i Baśniowa Księżniczka      | Barbie: Mariposa and The Fairy Princess             | 2013        |
| 26 | Barbie i siostry w krainie kucyków           | Barbie & her sisters in a Pony Tale                 | 2013        |
| 27 | Barbie: Perłowa księżniczka                  | Barbie the pearl princess                           | 2014        |
| 28 | Barbie i Tajemnicze Drzwi                    | Barbie and the Secret Door                          | 2014        |
| 29 | Barbie: Super księżniczki                    | Barbie in Princess Power                            | 2015        |
| 30 | Barbie: Rockowa księżniczka                  | Barbie in Rock'n Royals                             | 2015        |
| 31 | Barbie i siostry: wielka przygoda z pieskami | Barbie and her Sisters in the Great Puppy Adventure | 2015        |
| 32 | Barbie: Tajne agentki                        | Barbie: Spy Squad                                   | 2016        |
| 33 | Barbie: Gwiezdna przygoda                    | Barbie: Star Light Adventure                        | 2016        |
| 34 | Barbie i siostry na tropie piesków           | Barbie & Her sisters in a Puppy Chase               | 2016        |
| 35 | Barbie w świecie gier                        | Barbie: Video Game Hero                             | 2017        |
| 36 | Barbie: Delfiny z Magicznej Wyspy            | Barbie: Dolphin Magic                               | 2017        |
| 37 | Barbie: Przygody Księżniczek                 | Barbie: Princess Adventure                          | 2020        |
| 38 | Barbie i Chelsea: Zagubione urodziny         | Barbie & Chelsea: The Lost Birthday                 | 2021        |
| 39 | Barbie: Wielkie miasto, wielkie marzenia     | Barbie: Big City, Big Dreams                        | 2021        |
| 40 | Barbie: Moc syrenek                          | Barbie: Mermaid Power                               | 2022        |
| 41 | Barbie Epic Road Trip                        | Barbie: Epic Road Trip                              | 2022        |
| 42 | Barbie: Skipper - przygody opiekunek         | Barbie: Skipper and the Big Babysitting Adventure   | 2023        |

W 2023 r. powstał też film aktorski Barbie.